# Passau
Passau er en by i den østlige del af Bayern, Tyskland, også kendt som som Dreiflüssestadt, treflodsbyen. Byen strækker sig 69,72 km² og har cirka 51.000 indbyggere (2003).
Gennem Passau løber Bayerns hovedflod Donau med bifloden Inn, som kommer fra Østrig og Schweiz og bifloden Ilz, som kommer fra skovlandet i nærheden af grænsen til Tjekkiet.
Passau har siden 1978 haft eget universitet.